# 小行星2233
小行星2233（2233 Kuznetsov）是一颗围绕太阳公转的小行星。1972年12月3日，柳德米拉·朱拉夫寥娃在克里米亚发现了此天体。
該小行星以苏联内务人民委员部特工尼古拉·庫茲涅佐夫命名。
这颗小行星的绝对星等为159.56431等。